# 47077 Yuji
47077 Yuji è un asteroide della fascia principale. Scoperto nel 1998, presenta un'orbita caratterizzata da un semiasse maggiore pari a 3,1813036 UA e da un'eccentricità di 0,0437679, inclinata di 4,29336° rispetto all'eclittica.
Scoperto da Akimasa Nakamura è stato dedicato al quasi omonimo astrofilo giapponese Yuji Nakamura.